# Stenus proditor
Stenus proditor – gatunek chrząszcza z rodziny kusakowatych i podrodziny myśliczków (Steninae).
Gatunek ten został opisany w 1839 roku przez Wilhelma Ferdinanda Erichsona.
Chrząszcz o silnie połyskującym ciele długości od 3 do 3,5 mm. Szerokość jego głowy mierzona wraz z oczami jest nieco większa niż nasady pokryw. Na powierzchni przedplecza i pokryw punkty, przynajmniej w większości, nie stykają się ze sobą. Długość przedplecza jest wyraźnie mniejsza niż pokryw. Początkowe tergity odwłoka mają pośrodku części nasadowych pojedyncze, krótkie listewki. Co najmniej cztery pierwsze tergity mają boczne brzegi odgraniczone szerokimi bruzdami. Odnóża są ubarwione czarno z częściowo czerwonobrunatnymi udami. Smukłe tylne stopy prawie dorównują długością goleniom.
Owad palearktyczny, rozprzestrzeniony od Anglii i północnej Skandynawii po południową część Europy Środkowej i Syberię. W Polsce rzadki. Zasiedla torfowiska i obszary bagienne, gdzie przebywa wśród torfowców.